# Poltiglia bordolese

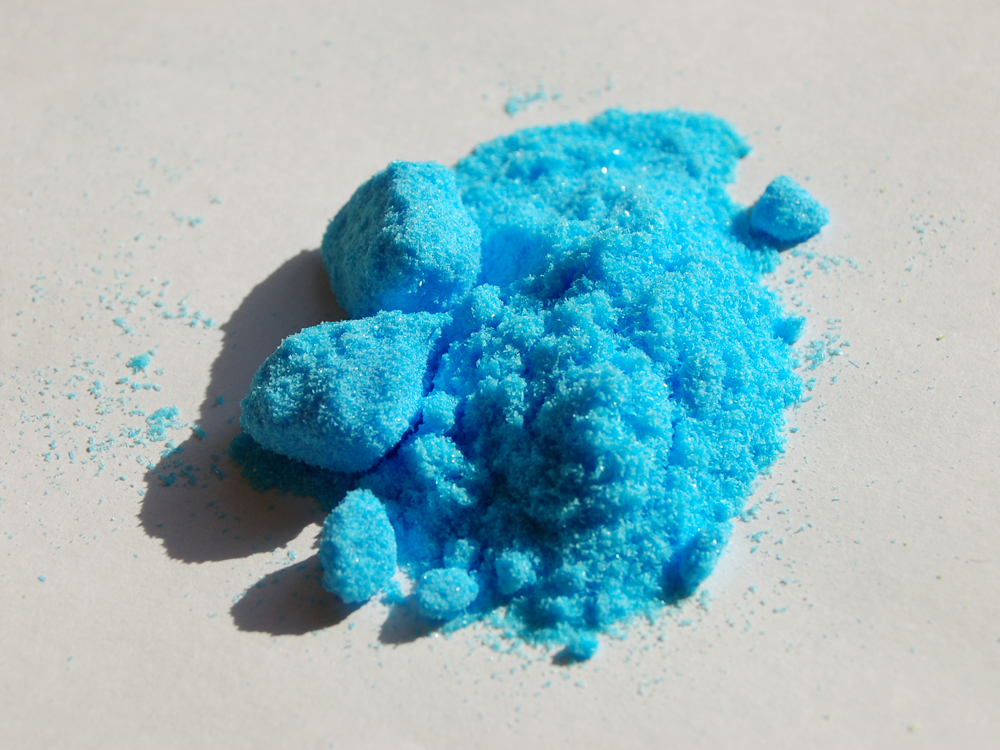
Solfato di rame usato per la preparazione della poltiglia bordolese

La poltiglia bordolese (o cuprocàlcico)  è un fungicida rameico di contatto ad azione preventiva, utilizzato come anticrittogamico in agricoltura e nel giardinaggio e, in particolare, nella frutticoltura e nella viticoltura. Il preparato è ottenuto dalla miscelazione e neutralizzazione del solfato rameico pentaidrato (vetriolo azzurro) con idrossido di calcio. La neutralizzazione si rende necessaria per rimediare alla fitotossicità del solfato di rame puro e permette l'utilizzo diretto della poltiglia in sospensione acquosa.

## Origine del nome
La poltiglia bordolese prende il nome dalla regione di Bordeaux, località francese dove è stata scoperta e sperimentata per la prima volta nel XIX secolo, e dove venne sviluppata e formulata per contrastare la peronospora, una malattia fungina che stava decimando i vigneti locali.
La storia della poltiglia bordolese è strettamente legata al vino e alla lotta contro la peronospora: fu infatti durante i periodi di forte infestazione che il chimico francese Pierre-Marie-Alexis Millardet osservò che le viti trattate con una miscela di rame e calce spenta, sparsa dai contadini sulle viti con grappoli in maturazione per scoraggiare i ladri che rubavano l'uva lungo le strade di campagna, non venivano attaccate dalla malattia. 
Da questa osservazione, Millardet sviluppò e perfezionò la poltiglia bordolese, un fungicida rameico a base di solfato di rame e idrossido di calcio che si è rivelò molto efficace nel controllare la peronospora e altre malattie fungine. La miscela, data la sua origine, fu chiamata "poltiglia bordolese" proprio in onore del luogo dove fu scoperta e a seguito della sua diffusione in Francia e poi in Italia, nacque la moderna fitoiatria. 

## Proprietà e preparazione
Il solfato di rame conferisce alla poltiglia bordolese le sue proprietà fungicide, mentre la calce, oltre a neutralizzare l'acidità del composto cuprico, ne migliora l'adesione alle foglie e riduce il rischio di fitotossicità per le piante. I formulati commerciali già pronti si presentano sotto forma di polvere blu-grigia da disciogliere in acqua oppure in soluzioni liquide pronte all’uso.
La dose classica per la preparazione manuale della poltiglia bordolese prevede: ogni 100 litri di acqua, 2 kg (20 g per 1 litro d'acqua) di solfato di rame pentaidrato e 1,3 kg (13 g per litro d'acqua) di calce in polvere, le dosi possono variare in funzione della purezza del solfato di rame, per solfato al 99% si usano 5 g di solfato e 3 di calce per litro (il rapporto calce rame è lo stesso ma con dosi minori). Si può anche variare la dose della calce: se si aumenta la dose di calce si ha una soluzione basica, se si diminuisce si ha una soluzione cosiddetta neutra e poi, con un'ulteriore diminuzione, una soluzione acida. Per una corretta preparazione bisogna versare molto lentamente 20 parti di soluzione di calce in 80 parti della soluzione di solfato. La velocità di miscelazione è molto importante ai fini delle dimensioni delle particelle in formazione.

## Trattamento della vite
Il trattamento con poltiglia bordolese nella vite è indicato contro le più comuni malattie come la peronospora. Il primo trattamento può essere fatto quando i germogli sono lunghi circa 5-8 centimetri e cioè - a seconda del clima e della collocazione geografica - attorno alla seconda settimana di aprile, il secondo trattamento quando le gettate hanno una lunghezza di circa 11-20 centimetri. I trattamenti hanno cadenza quindicinale, da ripetersi in caso di pioggia. L'ultimo trattamento della stagione va fatto non oltre la prima settimana di agosto.
A differenza dei trattamenti sistemici che sono endoterapici (ovvero entrano nella circolazione della pianta), la poltiglia bordolese ha azione coprente ovvero superficiale. 

## Effetti negativi per il suolo
La poltiglia bordolese ha il grave difetto che lascia sul terreno notevoli quantità di rame che è un metallo pesante, altamente dannoso per il suolo. In quanto metallo, esso non viene degradato da processi fisici o biologici ma resta permanentemente legato alle particelle di suolo su cui è stato impiegato. È noto il suo effetto tossico per i lombrichi e in generale resta assorbibile nel suolo per pH inferiori a 7,5 anche se è più biodisponibile con pH inferiori a 6,5. Il rame risulta rapidamente legato dalla materia organica nei suoli in cui questa è disponibile, per cui i suoi effetti si fanno sentire soprattutto sugli organismi che di questa materia si nutrono, e soprattutto nel caso che questa tenda a diminuire, la concentrazione può aumentare a livelli tali da modificare l'ecologia microbiologica del suolo, o raggiungere valori fitotossici.